# Geomys personatus
Geomys personatus és una espècie de mamífer rosegador de la família dels geòmids. Viu al sud de Texas (Estats Units) i el nord de Tamaulipas (Mèxic). Es tracta d'una espècie excavadora que s'alimenta principalment d'arrels, bulbs i rizomes. El seu hàbitat natural són els sòls blans i sorrencs de zones obertes o amb pocs arbres. Es creu que no hi ha cap amenaça significativa per a la supervivència d'aquesta espècie, tot i que algunes subespècies estan afectades per la transformació del seu entorn per a usos agrícoles.

## Descripció
Els mascles arriben a una longitud total d'uns 32 centímetres inclosa la cua, que fa uns 11 centímetres. Les femelles són lleugerament més petites. Ambdós sexes tenen un pes d'uns 400 grams. La superfície dorsal del seu pelatge és de color gris-marronós, mentre que el color del ventre és blanquinós amb parts més fosques. La cua té molt pocs pèls, especialment prop de l'extrem. Les dents incisives superiors presenten un parell de solcs.

## Distribució
Aquesta espècie viu al sud de Texas, on la seva distribució més septentrional es troba als comtats de Val Verde i San Patricio, i a l'estat de Tamaulipas, la regió més al nord-est de Mèxic. També és comú a les illes Mustang i Padre del golf de Mèxic.

## Comportament
Els caus, que poden tenir ramificacions laterals curtes i una longitud total d'uns 30 metres, són ocupats per un sol individu. Defensa el seu cau contra els intrusos, emetent un crit sord i friccionant les dents entre si. Principalment es manté sota terra, obstruint les sortides a la superfície amb terra. Les galeries que excava solen ser d'uns 50 centímetres d'ample i uns 12 centímetres d'alt.
S'alimenta de les arrels d'herbes dels gèneres Paspalum, Cynodon i Cenchrus. També s'alimenta de plantes del gènere Helianthus, de les quals en consumeix totes les parts. Evita sortir a la superfície, on corre el risc de ser depredat, estirant cap avall de les arrels de la planta per fer-la arribar al cau. També practica la coprofàgia, menjant alguns dels seus propis excrements. Els agafa amb les dents directament del anus, els manipula amb els dits de les potes davanteres i els examina acuradament. A continuació, en consumeix alguns i en rebutja altres. No és clar en què es basa per a decidir quins consumeix i quins no.
Es coneix poc sobre el comportament reproductiu d'aquesta espècie, encara que sembla que es reprodueix en qualsevol moment de l'any. S'han registrat ventrades d'entre una i cinc cries, i es creu pot tenir fins a dues ventrades per any.

## Taxonomia
L'espècie va ser descrita per primer cop per True el 1889.
S'han descrit 7 subespècies:
- G. p. davisi (Williams i Genoways, 1981)
- G. p. fallax (Merriam, 1895)
- G. p. fuscus (Davis, 1940)
- G. p. maritimus (Davis, 1940)
- G. p. megapotamus (Davis, 1940)
- G. p. personatus (True, 1889)
- G. p. streckeri (Davis, 1943)

## Estat de conservació
Aquesta espècie té una àmplia àrea de distribució i és freqüent en almenys una part d'aquest àrea de distribució, amb una distribució irregular atribuïble a la seva exigència de sòls tous i sorrencs on construir els seus caus. La UICN enumera el seu estat de conservació com a risc mínim perquè, tot i que es desconeix la tendència de la seva població, és poc probable que disminueixi a un ritme que justifiqui la seva classificació en una categoria més amenaçada.